# Вальтер Геррманн
Вальтер Геррманн (ісп. Walter Herrmann, 26 червня 1979) — аргентинський баскетболіст.
Олімпійський чемпіон 2004 року.
Срібний призер Ігор доброї волі 2001 року.
Чемпіон Америки 2001 року.
Чемпіон Південної Америки 2001, 2004 років.